# 이지선 (언론인)
이지선(1982년 3월 12일~)은 대한민국의 언론인이다. 2006년 MBC에 신입공채로 입사하여 기자로 활동하다 2022년 3월 부터 2024년 4월 까지 MBC 뉴스데스크 주말 단독 메인 앵커를 맡아 왔다.

## 학력
- 숙명여자대학교 경영학 학사
- 연세대학교 언론홍보대학원 저널리즘 석사

## 경력
- MBC 보도국 기자(2006년 3월 1일~)
- 2007년 MBC 보도국 사회부 기자
- MBC 보도국 법조팀 기자
- MBC 보도국 경제부 기자
- MBC 보도국 정치부 기자
- MBC 보도국 탐사기획 스트레이트팀 기자
- 전국언론노동조합 MBC 본부 홍보국장
- MBC 뉴스룸 차장
- MBC 뉴스룸 뉴스데스크 메인 앵커

## 방송
- 《탐사기획 스트레이트》(2020년)
- 《선택2020》21대 국회의원 선거 (2020년 4월 15일)
- 《선을 넘는 녀석들 : 마스터-X》32회 선거의 역사 (2021년 12월 22일)
- 《MBC 뉴스데스크》 : 2022년 3월 5일 ~ 2024년 4월 14일 (주말)
- 《선택2022》20대 대통령 선거 (2022년 3월 9일)
- 《MBC 뉴스데스크》- 평일 임시진행 : 2022년 8월 4일~8월 5일, 9월 26일~9월 30일, 2023년 10월 9일~10월 13일, 11월 20일~11월 24일 (평일)